# Melinoe
Melinoe este în mitologia greacă zeița coșmarurilor și a nebuniei. Este fiica lui Hades și a Persefonei iar frații ei sunt Macaria și Zagreus.